# بالتازار شوارم
بالتازار شوارم (آلمانی: Balthasar Schwarm؛ زادهٔ ۱۱ سپتامبر ۱۹۴۶) لژسوار اهل آلمان است.